# Ruth Anne Byrne
Ruth Anne Byrne (* 5. April 1975 in Innsbruck) ist eine österreichische Kinder- und Jugendbuchautorin und Meeresbiologin.

## Leben und Werk
Ruth Anne Byrne studierte Biologie mit Ausrichtung Ökologie und Meeresbiologie an der Universität Wien. Am Konrad-Lorenz-Institut für Evolutions- und Kognitionsforschung in Altenberg bei Wien betrieb sie Verhaltensforschung an Oktopussen und karibischen Riffkalmaren. Ihr primäres Forschungsgebiet war die evolutionäre Entstehung lateraler Asymmetrien im Gehirn am Beispiel von Oktopussen. Dabei konnte sie feststellen, dass Oktopusse trotz bilateral symmetrischem Körper sowohl Lieblingsarme als auch favorisierte Augen haben.
Zwischen 2004 und 2006 unterrichtete Ruth Anne Byrne ‚Verhaltensforschung an Meerestieren‘ an der Bermuda Biological Station und trat eine Assistenzprofessur am Department für Biologie an der Millersville University, Pennsylvania, USA an. Danach kehrte sie nach Österreich zurück.
Der spät-berufene Startschuss zum Schreiben waren die Gute-Nacht-Geschichten, die sie ihrer Tochter erzählte. Daraus wurde zuerst ein Hobby und ab 2020 – als sie zur freischaffenden Autorin wurde – eine Berufung.
Sie schreibt fantastische Texte für Kinder und Jugendliche. Aber auch ihre Wurzeln als Meeresbiologin finden sich in ihren Geschichten wieder.
2020 wurde sie in das Förderprogramm „Schreibzeit“ des Instituts für Jugendliteratur in Wien aufgenommen und gewann 2021 in der Kategorie Kinder- und Jugendbuch den Wettbewerb „Schreiben unter Sternen“.

## Preise
- "Schreiben unter Sternen" – mit ‚Kalanimai‘ für die Kategorie „Kinder- & Jugendbuch“, Aufenthaltsstipendium in Weyregg am Attersee, 23. 09 – 07. 10. 2021[3]
- Schreibzeit – mit ‚Verbena. Hexenflucht‘, Wien, 10. 02. 2020[4]

## Werke

### Kinderbücher ab 6 Jahren
- Voran, Schwestern!. CCU Verlag 2018, ISBN 978-3903166141
- Otto Oktopus spielt Verstecken. G&G Verlag, 2021, ISBN 978-3707424256
- Zaubern will gelernt sein. G&G Verlag 2023, ISBN 978-3707425581
- Haki Hai – spitze Zähne, großes Herz. G&G Verlag 2024, ISBN 978-3707426298

### Kinderbücher ab 8 Jahren
- Vergiss den Vampir. G&G Verlag 2021, ISBN 978-3707423655
- Ungebremst. Tulipan Verlag 2022, ISBN  978-3-86429-541-6

Hörbuch, Speech Studio 2025, gesprochen von Giovanna Meyrat
- Kapitän Grimmbart – Grusel der sieben Weltmeere. gemeinsam mit Sabi Kasper, Julia Wagner & Christine Auer. WortWeit Verlag 2022, ISBN 978-3-90332-614-9
- Kapitän Grimmbart – Die Suche nach dem sagenumwobenen Schatz. gemeinsam mit Sabi Kasper, Julia Wagner & Christine Auer, WortWeit Verlag 2023, ISBN 978-3903326194
- Kapitän Grimmbart – Die Insel der Wünsche. gemeinsam mit Sabi Kasper, Julia Wagner & Christine Auer, WortWeit Verlag 2023, ISBN  978-3903326224

### Jugendbücher
- Verbena. Hexenjagd. Fabulus Verlag 2020, ISBN 978-3-944788-87-6
- Verbena. Hexenflucht. Fabulus Verlag 2021, ISBN 978-3944788999

### Kurzgeschichten in Anthologien
- Reiß dich zusammen, Oma! Anthologie ‘Sternenzelt und Märchenzeit’, Karina publishing 2018, ISBN 978-3961114009
- Die alte Eiche. Anthologie ‘Im Zauberwald – Geschichten von Feen, Kobolden und anderen mystischen Wesen’, Wendepunkt Verlag 2018, ISBN 978-3947349098
- Ein Doppelgänger für alle Fälle. Anthologie ‚Charlies Mutmachgeschichten Jugendbuch‘, BOD 2022, ISBN 978-3756814770
- Der letzte Wunsch, Online-Anthologie ‚Nähe Vicinianza Closeness‘, Vigilius Mountain Stories, 2023[5]

## Ausgewählte wissenschaftliche Publikationen
- Lateral asymmetry of eye use in Octopus vulgaris. Byrne R.A., Kuba M.J. & Griebel U. 2002, Animal Behaviour 64, 461-468
- Squid say it with skin: a graphic model of skin displays in Caribbean Reef Squid. Byrne R.A., Griebel U., Wood J.B. & Mather J.A. 2003, Coleoid Cephalopods through time 2003, Eds. Warnke, Keupp & Boletzky, Berliner Paläontologische Abhandlungen, 3, 29-35.
- Lateralized eye use in Octopus vulgaris shows antisymmetrical distribution. Byrne R.A., Kuba M.J. & Meisel D.V. 2004, Animal Behaviour 68, 1107-1114
- Octopus arm choice is strongly influenced by eye use. Byrne R.A., Kuba M.J., Meisel D.V., Griebel U. & Mather J.A. 2006, Behavioral Brain Research, 172, 195-201.
- Do octopus vulgaris have preferred arms?. Byrne R.A., Kuba M.J., Meisel D.V., Griebel U. & Mather J.A. 2006, Journal of Comparative Psychology, 120, 198-204.
- Non-invasive methods of identifying and tracking wild squid. Byrne R.A., Wood J.B., Anderson R.C., Griebel U., Mather J.A. 2010. Ferrantia. 59: 22-31.